# My Cherie Amour (album)
Pour le single, voir My Cherie Amour (chanson).
Albums de Stevie Wonder
For Once In My Life
(1968) Stevie Wonder Live
(1970)
My Cherie Amour est le onzième album du chanteur-compositeur américain Stevie Wonder.

## Histoire
En janvier 1969 sort le titre I Don't Know Why, issu de son album précédent For Once in My Life avec le morceau My Cherie Amour en face B, titre inédit bien qu'écrit deux ans plus tôt par Wonder. Cette face B rencontre un grand succès auprès des radios et constatant cette effervescence, Motown décide de la rééditer en face A. Le titre atteint la 4e position au Billboard Hot 100 ainsi qu'au Royaume-Uni. 
Il devient éponyme de l'album publié par Motown le 29 août 1969 (la référence Tamla-S296).
Il se place durant deux semaines dans le classement des meilleures ventes d'album au Royaume-Uni et atteint la 17e position.

## Listes des pistes
| 1.  | My Cherie Amour                  | Henry Cosby, Sylvia Moy, Stevie Wonder                   | 2:54 |
| 2.  | Hello, Young Lovers              | Oscar Hammerstein II, Richard Rodgers                    | 3:05 |
| 3.  | At Last                          | Mack Gordon, Harry Warren                                | 2:51 |
| 4.  | Light My Fire                    | John Densmore, Robby Krieger, Ray Manzarek, Jim Morrison | 3:25 |
| 5.  | The Shadow of Your Smile         | Johnny Mandel, Paul Francis Webster                      | 2:41 |
| 6.  | You and Me                       | Beatrice Verdi, Deke Richards                            | 2:45 |
| 7.  | Pearl                            | Richard Morris                                           | 2:42 |
| 8.  | Somebody Knows, Somebody Cares   | Cosby, Moy, Lula Mae Hardaway, Wonder                    | 2:33 |
| 9.  | Yester-Me, Yester-You, Yesterday | Ron Miller, Bryan Wells                                  | 3:06 |
| 10. | Angie Girl                       | Cosby, Moy, Wonder                                       | 2:56 |
| 11. | Give Your Love                   | Cosby, Don Hunter, Wonder                                | 3:15 |
| 12. | I've Got You                     | Moy, Wonder                                              | 2:35 |

## Musiciens
- Stevie Wonder : harmonica, claviers, voix
- James Jamerson[5] : guitare basse
- Benny Benjamin[5] : batterie

## Singles
- My Cherie Amour
- Yester-Me, Yester-You, Yesterday